# Torre di sorveglianza dello spazio aereo di Fagersta

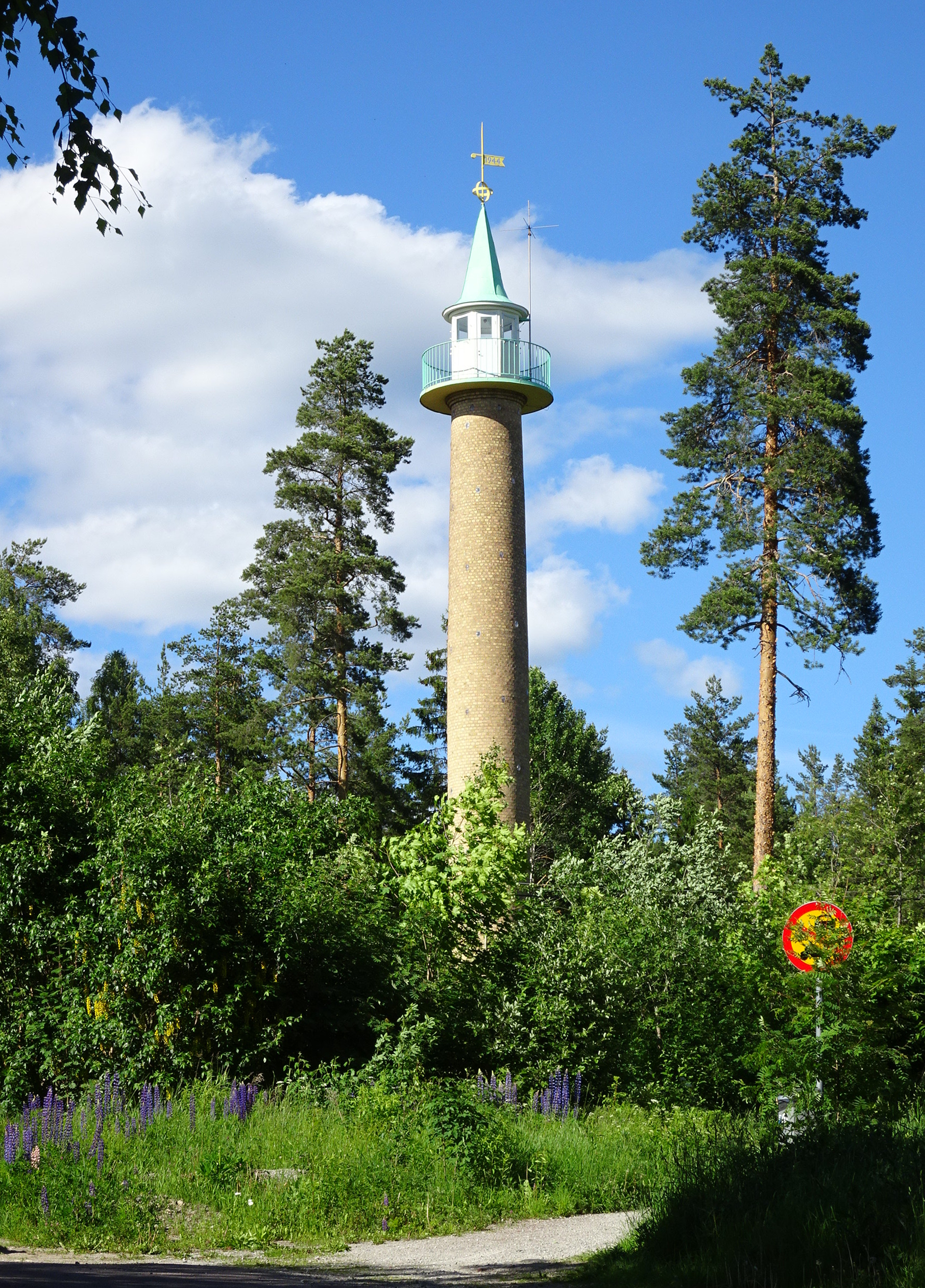
Torre di sorveglianza dello spazio aereo di Fagersta

La torre di sorveglianza dello spazio aereo di Fagersta (svedese: Fagersta luftbevakningstorn) è una torre di sorveglianza dello spazio aereo a Fagersta, contea di Västmanland, Svezia. Progettata da Cyrillus Johansson, è l'unica torre in Svezia risalente alla seconda guerra mondiale e costruita per la sorveglianza dello spazio aereo progettata da un architetto, e una delle poche torri di questo tipo a essere rimasta intatta. Dal 2013 è un monumento classificato.

## Storia
Durante la seconda guerra mondiale l'azienda produttrice di acciaieria Fagersta Bruk AB (non più esistente) era un importante fornitore di munizioni e armi per le Forze armate svedesi. Tra le altre cose, l'acciaieria forniva all'esercito gusci per granate e barili per fucili. La Svezia rimase direttamente immune dalla guerra ma mantenne un alto grado di preparazione militare. Per poter difendere l'acciaieria in caso di un attacco alla Svezia, armi contraeree furono posizionate dai militari attorno a siti industriali strategici. L'azienda proprietaria dell'acciaieria nel 1943 prese l'iniziativa di costruire la torre, dalla quale poteva essere diretto il fuoco delle pistole antiaeree. La torre fu terminata nel 1944 ma non vide alcun impiego nelle sue funzioni previste poiché la guerra finì entro un anno dalla sua costruzione. La neutralità della Svezia non fu violata in quel periodo.
Il comune di Fagersta a un certo punto ritenne di abbattere la torre, ma dopo furono garantiti dei finanziamenti per il suo restauro (forniti in gran parte dal consiglio amministrativo della contea) e l'edificio è stato restaurato. Dal 2013 è un monumento classificato, il che significa che è protetto dalla legge contro la distruzione o l'alterazione.
Durante la seconda guerra mondiale in Svezia sono state costruite circa 1.200 torri di sorveglianza dello spazio aereo, per la maggior parte in legno. Ne rimangono solo poche e la torre di Fagersta è unica nel suo genere perché progettata da un architetto. Anche l'uso di costosi materiali da costruzione è inusuale. È anche l'unica torre del genere progettata da Cyrillus Johansson.

## Progettazione
Fagersta Bruk AB incaricò l'architetto Cyrillus Johansson di progettare la torre. In precedenza aveva progettato altri edifici per l'azienda e altri edifici a Fagersta. La torre è costruita in mattoni gialli e una scala a chiocciola scorre all'interno. Le piccole finestre danno luce alla tromba delle scale. La torre termina in una piattaforma sormontata da un padiglione ottagonale con una piccola guglia e una banderuola. Un piccolo edificio adiacente è stato progettato per funzionare come piccolo ufficio e rifugio antiaereo. La progettazione si dimostra influenzata dall'architettura orientale. È stata comparata sia a un minareto che alla torre di un castello medievale o fiabesco. La torre è alta 26 metri.